# Alfanumeriek

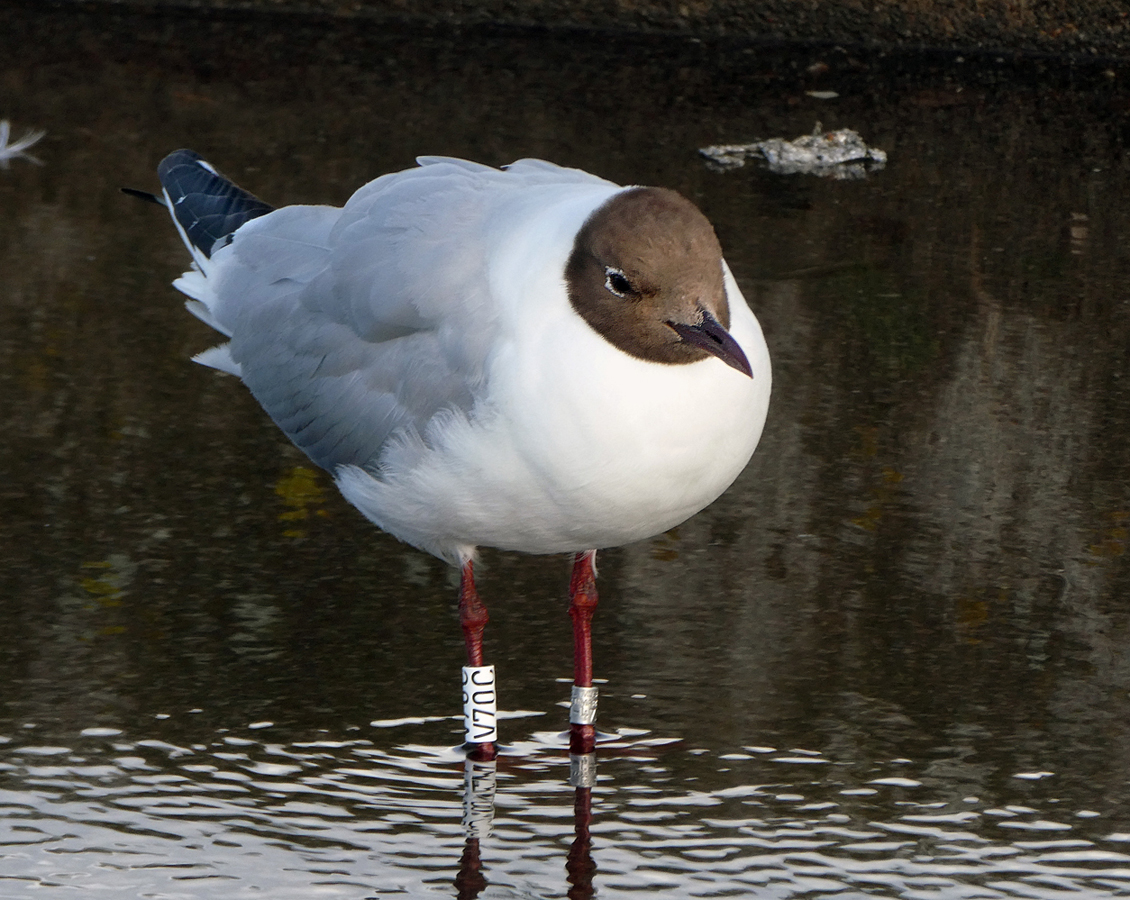
Een Kokmeeuw geringd met een alfanumerieke plastic ring die het gemakkelijker maakt om van een afstand te lezen.

Alfanumeriek is een verzamelnaam voor de letters van het alfabet en de cijfers 0 tot en met 9. Er zijn dus 36 alfanumerieke tekens, of 62 wanneer onderscheid wordt gemaakt tussen hoofd- en kleine letters. Het woord 'alfanumeriek' is een combinatie van Alfa (de eerste letter van het Grieks alfabet) en 'nummer'. 'Alfanumeriek' moet onderscheiden worden van alfabetisch en numeriek.
Het woord wordt bijvoorbeeld gebruikt in de uitdrukking "alfanumeriek sorteren". De afspraak bij alfanumeriek sorteren is dat men eerst de letters op volgorde van het alfabet sorteert, daarna de nummers van laag naar hoog. Als zowel letters als cijfers in het woord voorkomen hanteert men meestal de "teken voor teken"-methode, waarbij men geen rekening houdt met leestekens, hoofdletters en spaties, tenzij men dit anders expliciet vermeldt.

## Voorbeelden
Volgende voorbeelden zijn alfanumeriek:
- aardrijkskunde
- A24
- boekdeel
- Boek25
- cesium24
- deGroot
- Dries
- 3s
- 5maal
- 51